# Kaung Myat Thu
Kaung Myat Thu (birmanisch ကောင်းမြတ်သူ; * 28. Februar 1999 in Myanmar) ist ein myanmarischer Fußballspieler.

## Karriere

### Verein
Kaung Myat Thu erlernte das Fußballspielen in der Mannschaft des New Generations Football Team. Bis Mitte Mai 2023 stand er in Myanmar beim Erstligisten Ayeyawady United unter Vertrag. Für den Verein aus Pathein bestritt er 16 Ligaspiele. Hierbei erzielte er acht Tore. Am 18. Mai 2023 unterschrieb er in Laos einen Vertrag beim Erstligisten Young Elephants FC. Am Ende der Saison 2023 feierte er mit dem Verein aus der Hauptstadt Vientiane die Meisterschaft.

### Nationalmannschaft
Kaung Myat Thu spielte 2021 einmal in der myanmarischen U23-Nationalmannschaft. Hier kam er am 2. November 2021 in einem Qualifikationsspiel zur U-23-Fußball-Asienmeisterschaft gegen Vietnam zum Einsatz.

## Erfolge
Young Elephants FC
- Laotischer Meister:  2023